# Praia da Claridade
A Praia da Claridade é uma praia na freguesia de São Julião, na Figueira da Foz, Portugal, conhecida pela sua luminosidade única.

## Descrição
Celebrizou-se no século XIX quando o extraordinário desenvolvimento da Figueira da Foz e as condições naturais da paisagem atraíam banhistas de todo o país.
Fica na zona conhecida por Costa de Prata, devido ao tom prateado da luz do sol em contacto com o mar.